# 异次元杀阵
《異次元殺陣》（英語：Cube）是一部1997年出品、由文森佐·納塔利导演的加拿大科幻电影。七个互相不认识的人被放进一个立方体迷宫，但都不知道自己是怎样来到的这里。他们被迫共同设法逃脱迷宫，这过程中，他们遇到了各种各样的（一部分是极为恐怖的）事情。
尽管这是一部低成本的影片，但它还是獲得了较为不错的商业成功，还获得了Cult（邪典电影）的称号。这部电影的吸引力大部分在于它的超现实主义风格，影片中没有太多的内容可供解释怎样和为什么创造这个立方体迷宫，也无法搞清楚如何遴选被关进来的人，这有点卡夫卡风格。影片中提及到了“外面的世界”，但在形象上处理的极为抽象，外面的世界是广阔的黑暗或明亮的白色。

## 剧情
一群人發現自己被困在由相連立方組成的迷宮中，整个迷宫中的每一个立方体要么是安全的，要么是装有致命的危险设备（比如能够把进入的人切成碎块的“寿司机器”，或者能够向闖入的人喷射强酸的装置）。眾人起初向想要进入的立方体扔一个綁着绳子的靴子，以测试该立方体是否安全，但是一个曾经逃脱六、七个高科技保安监狱的越狱专家，绰号Wren的Rennes，在進入一个通过“靴子测试”的立方体房间後受到致命袭击，並在人们把他拉回前一个房间时死亡。
不久，一个聪明而且会心算的年轻女孩Leaven发现一个能判断房间是否安全的方法：在房间联通管道壁上镶嵌有三组、每组三位的序列号，Leaven认为三个数字都不是質數的房间就是安全的，但后来Quentin进入一个这种房间后险些被机关杀害，“没有質數的房间是安全的”这一推测被证实是错误的。
Worth曾经是这个巨大的立方体迷宫外壳的设计者之一，他说出了这个外壳每边边长434英尺。Leaven步量了每一个立方体房间的内部边长是14英尺，假设立方体房间墙壁不是很厚，这个立方体迷宫至多可以包含每维26个立方体房间。（尽管在影片中她的计算是假想的，但是显然是正确的，房间内外边长相差1.5英尺左右，也就是，如果从外部测量立方体房间，每边长度约在15.5英尺左右。）Leaven由此推断出那些数字是被编码过的笛卡尔直角坐标。根据编码过的座標，她确定他们当前的位置离大立方体的一个面只有七个房间（这里没有解释她怎样判定到达那里的方向，因为显然房间中没有可供确定方向和坐标轴的信息）。
后来，Leaven更发现致命的立方体房间序列号应包括質數的幂（当然包括一次幂）。这样，他们面临着对大量三位数进行分解质因数的艱難任务（尽管对于Leaven来说没有那么困难，但是看起来也相当困难）。幸而人们发现他們當中的一个自闭症患者Kazan，能够迅速把听到的数字分解质因数并说出这个数字有几个质因数。
不久，他们来到了立方体迷宫的一个面。他们用外衣做成绳索，把医生Holloway悬在立方体房间和大立方体外壳之间，希望她能够看到出路。Holloway並沒看到出路，反而差点掉了下去，一個表面和善的警察Quentin抓住了她，但Quentin實際上一直希望除掉Holloway，趁其他人不察時故意放手使她摔死。Holloway死後其他人決定休息，此時Quentin暗中叫醒年轻女孩Leaven，並慫恿她丟下另外兩人，同時對她进行性骚扰，被Leaven尖叫聲驚醒的Worth前來救助並與Quentin大打出手，之後Quentin開始以暴力控制整個隊伍。
被恐怖籠罩的隊伍發現自己回到了遺下Wren尸体的最初房间。起初他们以为自己一直在繞圈子，但是Worth发现裝設殺死Wren機關的房间不再和这个房间相邻，並和Leaven发现这些房间會進行週期移动。Leaven很快发现那些序列号不仅仅可以解码为是否安全，以及推測当前位置，还可以解释为置换（permutations，也指排列），從而得知房间移动的規律。稍顷，Leaven計算出只要在一个曾经到达的房间等待，就有机会进入一个通往外壳的“桥立方体”（bridge cube）房間，出去外面的世界。
Leaven、Worth和Kazan稍後用計甩掉了發瘋的Quentin，到达了“桥立方体”。此時Worth說已對外面的世界感到失望，並且要留在裡面，Leaven坐下打算與Worth聊聊，但Quentin突然出現，用从门把上拆下的箭头金属棍杀死Leaven並重傷Worth。Quentin在打算離開立方體並殺死已出去的Kazan時，Worth用最後的力量死命抓著Quentin的腳不讓他出去，之後立方体開始週期移動，把卡在兩個立方體中間的Quentin夹死。垂死的Worth爬到Leaven身旁候嚥下最後一口氣。
最終只有Kazan活着出来，影片結局顯示Kazan独自慢慢地走在明亮的白色空间中。

## 演员
- 妮可·德波儿（英语：Nicole de Boer）饰演Leaven，数学专业大学生
- 妮基·瓜達尼（英语：Nicky Guadagni）饰演Helen Holloway，医生。
- 大衛·惠利特（David Hewlett）饰演David Worth，外壳建筑设计师。
- 安德鲁·米勒（英语：Andrew Miller (actor)）饰演Kazan，自闭症患者。
- 朱利安·瑞钦斯（英语：Julian Richings）饰演Alderson，第一个受害者。
- 維恩·羅布森（英语：Wayne Robson）饰演'Wren' Rennes, 越狱专家。
- 莫里斯·狄恩·溫特（英语：Maurice Dean Wint） 饰演Quentin，警察。

影片中角色的名字均来自真实的监狱名字。
- Quentin: San Quentin State Prison in Marin County, California
- Holloway: 倫敦Holloway Prison
- Kazan: 俄羅斯Kazan監獄
- Rennes: 法國Rennes監獄
- Alderson: Alderson Federal Prison Camp in Alderson, West Virginia
- Leaven and Worth : the U.S. Penitentiary in Leavenworth, Kansas

## 角色发展
导演和编剧（在DVD解说中）说道：电影中的每一个角色是根据角色发展（Character Development）的既定反应设计的。这是通过故事中的很多手法和谁领导谁听从的改变表现出来的。
Quentin这个把自己推上领导者位置的角色是团队的中心人物。他是一个警察并且拥有力量和冷静的头脑。他常常自告奋勇完成危险的任务，并寻求一个“实际的解决方案”。然而影片通过Quentin在红色房间和Worth的对质，顯露其阴暗面：對女性施行暴力、對眾人特別是Worth表現残忍，並因Holloway提及“與年輕女孩有一手”而流露出少许精神错乱。随着影片进展，他想要控制Leaven（应该是团队中最为有能力的人），並愈发像一个坏人。
Holloway是团队中年龄最大的女性，她是一位医生。她的行为显出她有些发狠，还有一些妄想和一些戏剧性。她是“阴谋论”的中心人物，常常表示美国政府应该为这个立方体迷宫负责。随着影片发展，她越来越善良——为遭遇“寿司机器”的Quentin治疗、一直照顾Kazan。她也在红色房间向Quentin解释为什么大家需要Worth时显示出了冷静的性格。当大家处于立方体的一个面的时候，她主动尝试寻找外壳，但是被Quentin杀了。（这意味着Quentin从英雄到坏人的转变）。
Leaven最初是以一个柔弱、绝望的年轻女孩形象出现的。在引起Quentin、 Worth和Halloway注意以前，她没有探索所在环境而是不断要求帮助。她是团队中唯一一个有随身物品的人（她拥有她的眼镜），并且刚开始她显得没什么用（“我谁也不是，我在学校上课，和家长一起住，他们都是普通人，我谁也不是！”）。但是，不久她就显出了团队“大脑”的重要位置，她是团队中唯一会解码密文并计算的人（尽管Kazan帮助她完成计算、Worth也有一定关于这个的能力）。她和Worth、Kazan关系良好，在Quentin和其他将她视为逃脱的关键的人眼中，Leaven是一个令人羡慕的对象。
Worth出现的时候，表情严酷，严重受伤。实际上，在影片的第一部分中，除了嘲笑Quentin想要逃出这个立方体迷宫的努力，他一直保持着严酷的形象。他常常被问起为什么对生存显得那样绝望：“我就是一个普通的家伙，我在办公楼里面做办公楼的事情，好了么？”他为团队殿后、引领Kazan和做一些“靴子测试”。当他们到达红色房间时（紧接着“寿司机器”），Quentin向他挑战，这时Worth才说出他曾经参与过这个立方体房间外壳的设计。他表示并不了解建造这个房子的目的和有关房间中致命设备的信息，但是他知道在几个月之前已经有人被放入这个立方体。在红色房间中，Worth与Quentin对抗，他说了一段较长、清晰、值得注意的话：“这就是一个完全失误的计划，你明白么，Holloway？ 老大哥根本没有在看你。”（'It (The world) is all a headless blunder functioning under the illusion of a master plan. Can you grasp that, Holloway? Big brother is not watching you'）随着影片的发展，他最终成为了一个（替补）英雄，他理智地和Quentin对抗。Kazan和Leaven分开的时候，他救了Kazan。并在Quentin处救了Leaven。在最终，他觉得他已经没有生存下去的理由，所以当到达出口的时候，他选择了死亡。在出口处，Leaven问他“这出口通向哪里”时，他回答“无边无际的愚蠢人性”（'Boundless human stupidity'）。随后，Leaven就被跟过来的Quentin杀了，他按倒了Quentin，并在将被封锁在房间时杀掉了Quentin。这也意味着他从一个“祸害”到英雄的转变。
Rennes，也就是Wren，出场时显得很有能力和学问，他是一个越狱专家，从不少主要监狱中逃脱过。他把“靴子测试法”发扬光大。作为一个年龄较大的人，他显得精力旺盛、身心健康（虽然有一点面部痉挛）。他不断用靴子检测着房间，并建立了曾被整个团队接受的“只需关注你前方的房间”理论。但是，他的学问和冷静并没有救他——酸性液体的袭击使他从全队的希望和唯一的专家转变为一个受害者。
Kazan是一个自闭症患者，Quentin不信任他——在经过“沉默机关”事件之后更加不信任了。但是，他对于逃脱起到了作用，他可以为大家计算出房间是否安全(真實身份將在前傳揭曉)。
还有一个角色Alderson（DVD封面上的人物），仅在影片开始时出现。他没有遇到那个团队，很快就被杀死了。无论如何，这个人物还是完成了从“看起来像主角”到“什么都不代表”的转换。有一些关于设置这个人物的目的何在的讨论。有人認為他是電影中的麥高芬。

## 致命的立方体房间
致命的立方体房间给予角色们极度的压力——它会恐怖地杀掉他们。
致命的立方体房间中的设备：
- 能够穿过你身体的锋利铁丝网（杀掉了Alderson）
- 运动控制（有动静就启动）的火焰喷射器（被“靴子测试”成功避免）
- 高强度的酸性液体喷射器（Rennes被毁容并且杀掉）
- 锋利铁丝先是在你身边环绕（大概围成圆柱体），然后突然绕到一起（大概沙漏形）把你切成无数份（差点杀掉Quentin，虽说免于一死，但是也严重受伤，電影中的人物叫這個做“寿司机器”）
- 从四壁伸出长钉刺穿你的身体（这个设备是声控的，也差一点杀掉Quentin）

Quentin曾经提到他还差点被斩首，由此推测他可能因为三次死里逃生的巨大精神压力而濒临崩溃。
一个潜在的机关就是由于房间会快速移动，所以移动时正在房门处的人会被杀死，Quentin就是这样被分成两段的。
Holloway因为Quentin的故意放手而从立方体侧面摔落下去，推測死亡。
人物也对立方体房间进行了一些破坏，Leaven在金属表面上刻字打草稿；Quentin拧下某个房间的一个门把手作为武器来杀害Leaven；一些人物的尸体也留在了房间中；Kazan还在一个房间中小便。各种迹象表明，之前还有很多人被放入了这个房间，但是却没有尸体，可能被清除走或者立方体有分解尸体的功能。

## 立方体迷宫的目的
建造这个立方体迷宫有一个明显的目的就是研究人在强压力状态下的心理状态变化。
立方体也可能就代表生命或者世界本身。没人知道为什么活着或者为什么生活在地球上，并且错误的决定会造成死亡。立方体迷宫只是把这些用恐怖的方法微缩在一起。

## 创作细节
影片是在多伦多拍摄的，只有一个棱长14英尺的“立方体”。房间的颜色是通过滑动板改变的。

## 系列
异次元杀阵的续集有《异次元杀阵2：迷室驚方》（2002年），前传《异次元杀阵：零》（2004年）。